# Sorrento (Florida)
Sorrento es un lugar designado por el censo ubicado en el condado de Lake en el estado estadounidense de Florida. En el Censo de 2010 tenía una población de 861 habitantes y una densidad poblacional de 264,26 personas por km².

## Geografía
Sorrento se encuentra ubicado en las coordenadas 28°48′32″N 81°33′49″O / 28.80889, -81.56361. Según la Oficina del Censo de los Estados Unidos, Sorrento tiene una superficie total de 3.26 km², de la cual 3.21 km² corresponden a tierra firme y (1.51%) 0.05 km² es agua.

## Demografía
Según el censo de 2010, había 861 personas residiendo en Sorrento. La densidad de población era de 264,26 hab./km². De los 861 habitantes, Sorrento estaba compuesto por el 76.42% blancos, el 2.44% eran afroamericanos, el 11.85% eran amerindios, el 0.23% eran asiáticos, el 0% eran isleños del Pacífico, el 6.16% eran de otras razas y el 2.9% pertenecían a dos o más razas. Del total de la población el 30.43% eran hispanos o latinos de cualquier raza.